# Hakiges Chamelaucium
Das Hakige Chamelaucium (Chamelaucium uncinatum) ist eine Pflanzenart aus der Familie der Myrtengewächse (Myrtaceae). In seiner Heimat Australien wächst es in Heidelandschaften. Als Zierpflanze wird diese Pflanzenart in Europa als Schnitt- oder seltene Topfpflanze angeboten.
Erstmals beschrieben wurde Chamelaucium uncinatum 1844 durch den Botaniker Johann Konrad Schauer. Er gab ihr den Artnahmen (lat. uncinatum = hakig) aufgrund der hakenförmig nach unten gebogenen Blätter.

## Beschreibung
Chamelaucium uncinatum ist ein immergrüner Strauch. In ihrer Heimat wachsen sie in Büschen und erreichen eine Höhe von zwei bis vier Metern. Die sommerlichen Hitze- und Dürreperioden Australiens werden mit dem im Gewebe gespeicherten Wasser überstanden. Die nadelartigen, fast runden, leicht fleischigen Blätter sind nur etwa einen halben bis einen Millimeter breit und bis zu vier Zentimeter lang. Die Blätter stehen einander kreuzweise in abwechselnden Paaren gegenüber. Die Blattdrüsen enthalten wie alle Myrtengewächse leicht verdunstende ätherische Öle, so dass die Blätter beim Zerreiben einen angenehmen, an Zitronen erinnernden Duft verströmen.

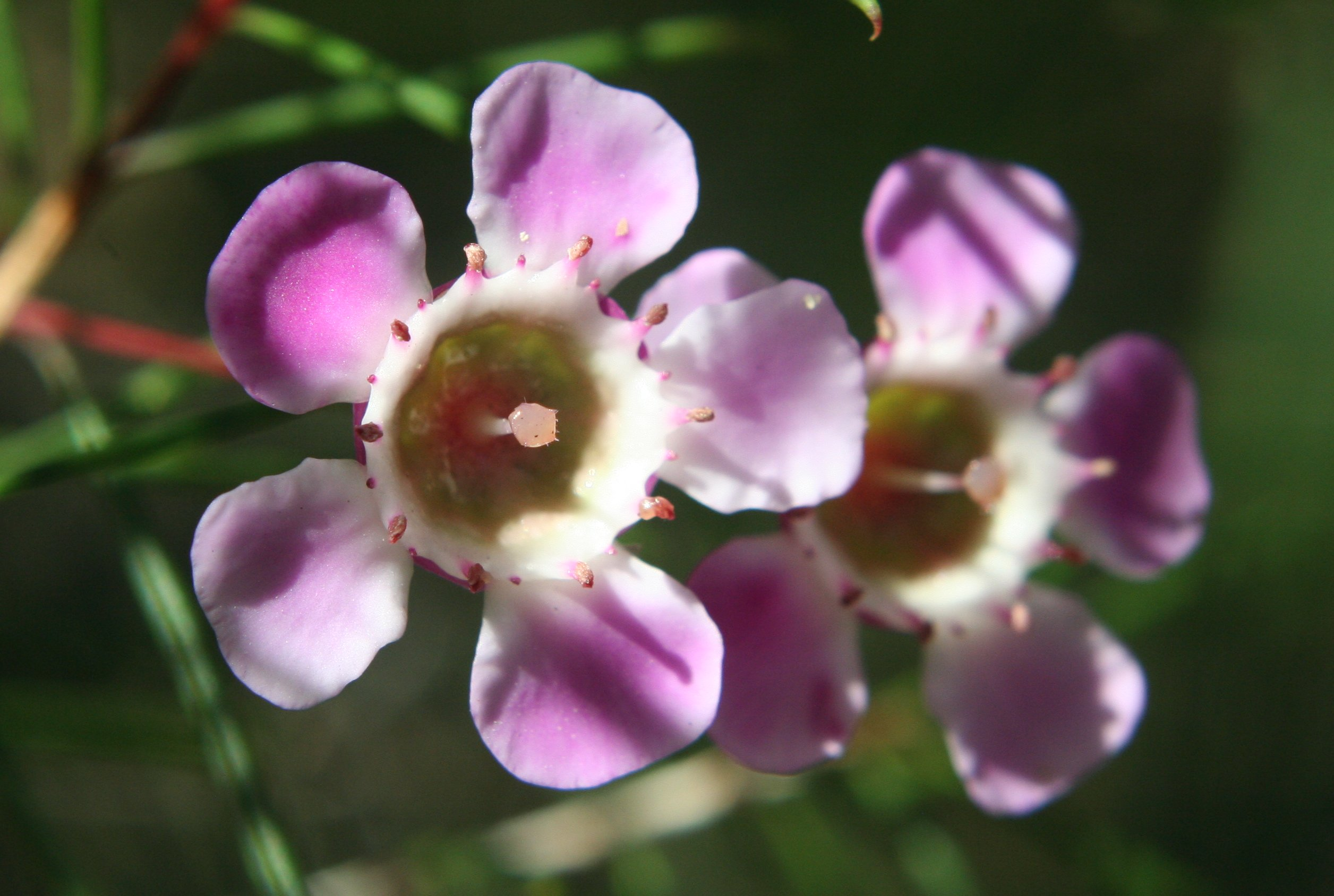
Blüte von Chamelaucium uncinatum.

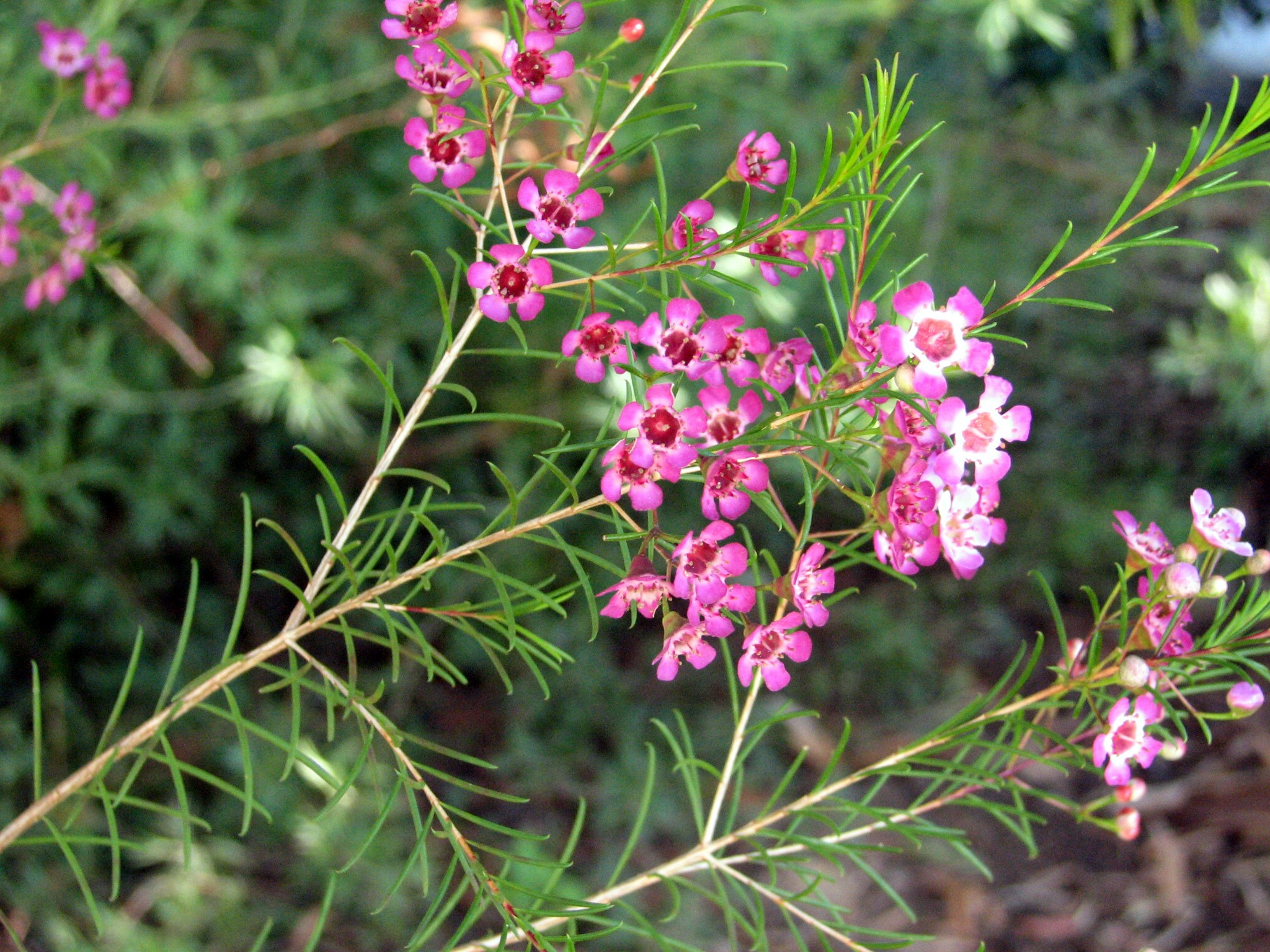
Blühender Zweig von Chamelaucium uncinatum.

Zu Beginn der Blütezeit, wenn die Pflanze die ersten Knospen entwickelt, wirken die Sträucher wie mit kleinen Perlen besetzt. Die Blüten vermitteln den Eindruck kleiner Kunstwerke aus Marzipan oder Wachs. In den Gegenden um das australische Geraldton werden die Pflanzen daher auch „Geraldton Waxflower“ genannt.

## Verbreitung
Die Gattung Chamelaucium umfasst etwa 13 Arten, die alle in Western Australia heimisch sind. Chamelaucium uncinatum wächst dort in einem etwa 600 km langen Küstenstreifen in sommertrockenen, sandigen Heidegebieten. 
Wegen ihres Aussehens ist Chamelaucium uncinatum als Zierpflanze in den Subtropen bis Tropen beliebt und wird neben Australien auch in Israel und Kalifornien angebaut. Von hier aus werden die Zweige als Schnittblume auch nach Europa verkauft.

## Pflege
Es gibt eine breite Palette unterschiedlicher Sorten, die sich durch unterschiedliche Blüten auszeichnen. Bei niedriger Bodenfeuchte gedeihen sie gut. Da die Pflanzen in Europa nicht winterhart sind, ist es erforderlich, sie in Kübeln zu halten und während der kalten Jahreszeit unterzustellen. Aufgrund des recht langsamen Wachstums ist es nicht erforderlich sie häufig umzutopfen. Ebenso muss die Pflanze nur selten gedüngt werden.
Als besonders schöne Kulturform wird die Sorte 'University' oder 'University Red' mit tief-violetten Blüten beschrieben.
Unter der Bezeichnung „Chamelaucium Jasper“ ist eine locker wachsende Sorte mit rosa Blüten im Handel.